# Stensjön (Södra Ljunga socken, Småland)
Stensjön är en sjö i Ljungby kommun i Småland och ingår i Helge ås huvudavrinningsområde. Sjön har en area på 0,112 kvadratkilometer och ligger 141,1 meter över havet.

## Delavrinningsområde
Stensjön ingår i det delavrinningsområde (629439-138842) som SMHI kallar för Utloppet av Ljungasjön. Medelhöjden är 149 meter över havet och ytan är 73,32 kvadratkilometer. Det finns ett avrinningsområde uppströms, och räknas det in blir den ackumulerade arean 118,42 kvadratkilometer. Lillån (Prästebodaån) som avvattnar avrinningsområdet har biflödesordning 2, vilket innebär att vattnet flödar genom totalt 2 vattendrag innan det når havet efter 147 kilometer. Avrinningsområdet består mestadels av skog (55 %), jordbruk (17 %) och sankmarker (16 %). Avrinningsområdet har 1,7 kvadratkilometer vattenytor vilket ger det en sjöprocent på 2,3 %.